# Nashville (Arkansas)
Nashville ist eine City in sowie County Seat von Howard County im US-amerikanischen Bundesstaat Arkansas. Auf einer Fläche von fast 12 Quadratkilometern leben etwa 4600 Menschen.
Nashville ist Teil der sozioökonomischen Region Ark-La-Tex, die Teile der Bundesstaaten Arkansas, Louisiana, Oklahoma und Texas umfasst.

## Geschichte
Die Stadt wurde 1873 gegründet. Bereits zuvor um 1835 wurde die Mine Creek Baptist Church auf dem heutigen Stadtgebiet errichtet. In den Folgejahren, vor allem aber ab 1940, ließen sich zahlreiche Siedler an den Siedlungsstraßen nieder und gründeten ein Postamt. Erster offizieller Name der Stadt war Mine Creek, sie war jedoch auch als Hell's Valley oder Pleasant Valley bekannt. Als 1953 Michael Womack aus Nashville in Tennessee in den Ort zog, benannte er ihn nach seiner Heimatstadt.
1905 wurde der County Seat von Center Point nach Nashville verlegt. 1922 wurde die Eisenbahntrasse um Strecken nach Ashdown und Murfreesboro erweitert. Internationale Bekanntheit erlangte der Ort 1983, als ein Archäologie-Student Dinosaurierspuren eines Sauropoden entdeckte. Auf dem gesamten Pfad, der freigelegt werden konnte, konnten letztlich über 5000 verschiedene Spuren ausgemacht werden, die zum Teil über 100 Millionen Jahre alt waren. Die Spuren wurden jedoch nie auf voller Länge ausgegraben, sodass heute nur wenige einzelne Spuren in Museen anzusehen sind.

## Demographie
Beim United States Census 2000 zählte die Stadt 4878 Einwohner in 1857 Haushalten und 1179 Familien. Die Bevölkerungsdichte lag damit bei etwa 412 Personen pro Quadratkilometer. 60 % der Stadtbevölkerung waren Weiße, 30,2 % Schwarze, 7 % Hispanics oder Lateinamerikaner, 5,3 % Indianer, 1,2 % Asiaten und unter 0,1 % Pazifische Insulaner. 4,4 % gehörten einer anderen Ethnizität an, 1 % entstammten zwei oder mehr Ethnizitäten. Das Durchschnittsalter lag bei 35 Jahren, das Pro-Kopf-Einkommen bei über 13.200 US-Dollar.
Bis zur Volkszählung 2010 ist die Einwohnerzahl leicht auf 4627 zurückgegangen.

## Bildung
In Nashville befindet sich ein Außencampus des Cossatot Community College der University of Arkansas. Der 2006 im Westen der Stadt errichtete Campus ist etwa 140.000 Quadratmeter groß, dort werden sieben Lehrbereiche angeboten.

## Persönlichkeiten
- Trevor Bardette (1902–1977), Schauspieler
- Boyd Anderson Tackett (1911–1985), ein früherer Abgeordneter im Repräsentantenhaus der Vereinigten Staaten, begann seine juristische Karriere unter anderem in Nashville und lebte hier auch nach seinem Rückzug aus der Politik.